# Liste der niederländischen Militärstandorte in Deutschland
Die Liste der niederländischen Militärstandorte in Deutschland listet alle militärischen Einrichtungen niederländischer Verbände in Deutschland auf. Sämtliche Standorte sind mittlerweile geschlossen. Um die Originalität zu erhalten, folgen die Ortsnamen – so weit es vertretbar erschien – den bei den niederländischen Streitkräften üblichen Bezeichnungen (d. h. spätere Gemeindereformen werden nicht berücksichtigt).
Erst spät und als letzter der NATO-Partner haben auch die Niederlande Truppen in Deutschland stationiert. Im Rahmen der integrierten Vorneverteidigung hatte das I (NL) Corps (Apeldoorn) den nördlichsten Gefechtsstreifen im Verbund von NORTHAG entlang der Elbe übernommen, aber die Kampftruppen in den Niederlanden belassen (HQ 4. Division in Harderwijk, HQ 42. PzInfBrigade in Assen, HQ 43 PzInfBrigade in Havelte). Um das Problem der langen Aufmarschwege zu vermindern, entstanden 1958 erste Pläne zur Vorverlegung einer Brigade nach Norddeutschland. Der Bezug der Kaserne in Seedorf erfolgte aber erst 1963. Im Gegenzug stationierte die Bundesrepublik Deutschland ebenfalls einen Verband im Nachbarland, das Luftwaffenausbildungsregiment 2, in der Nassau-Dietz-Kaserne in Budel.
Die Luftstreitkräfte der RNAF übernahmen je zwei Abschnitte im Nike- und im Hawk-Gürtel. Da die Flugabwehrraketen Nike mit nuklearen Gefechtsköpfen ausgerüstet werden konnten, bestanden US Custodial Teams bei den niederländischen Verbänden in Deutschland, um das Prinzip der zwei Schlüssel zu gewährleisten. Die Atomwaffen des I (NL) Corps waren ausschließlich in den Niederlanden stationiert.
Die niederländischen Streitkräfte besaßen kein eigentliches Oberkommando in Deutschland; der Brigadekommandeur in Seedorf übernahm die Funktion in protokollarischer Hinsicht. Für administrative Belange bestand die Netherlands Armed Forces Support Agency Germany (NASAG)  in Seedorf. Ab 1958 befand sich das Hauptquartier Luchtmacht (RNAF) zur Führung der FlaRak-Verbände in Blomberg.

## Baden-Württemberg
| Standort   | Liegenschaft        | Vornutzer | Truppenteile | Jahr der Auflösung | Nachnutzung | Bemerkungen                                                                             |
| ---------- | ------------------- | --------- | ------------ | ------------------ | ----------- | --------------------------------------------------------------------------------------- |
| Heidelberg | Marechausseekazerne |           | KMar         | 1995               |             | Militärpolizei-Brigade bei HQ CENTAG, 1993 gegründet, 1995 nach Mönchengladbach verlegt |

## Niedersachsen
| Standort           | Liegenschaft                             | Vornutzer                    | Truppenteile                      | Jahr der Auflösung | Nachnutzung                          | Bemerkungen |
| ------------------ | ---------------------------------------- | ---------------------------- | --------------------------------- | ------------------ | ------------------------------------ | --- |
| Bad Essen          | FlaRak-Stellung (Nike)                   |                              | 121 Sqn/1 GGW (RNAF)              | 1975               |                                      | Truppenunterkunft in Bohmte und Roberts Barracks (BAOR), Osnabrück                                                            |
| Bad Münder         | FlaRak-Stellung (Hawk)                   |                              | 421 Sqn/4 GGW (RNAF)              | 1975               | USAFE                                | Verlegung nach den Niederlanden                                                                                               |
| Barsinghausen      | FlaRak-Stellung (Hawk)                   |                              | 420 Sqn/4 GGW (RNAF)              | 1972               |                                      | Verlegung nach den Niederlanden                                                                                               |
| Bergen             | Truppenübungsplatz Bergen                |                              | KMar                              | 1995               |                                      | Militärpolizei-Brigade, 1964 gegründet                                                                                        |
| Bergen             | Truppenübungsplatz Bergen                |                              | 41 Tankbataljon (PzBtl)           | 1991               |                                      | |
| Bergen             | Truppenübungsplatz Bergen                |                              | 41 PzPioniercompanie              | 1991               |                                      | |
| Bergen             | Truppenübungsplatz Bergen                |                              | 121 LK Herstelcie (InstKp)        | 1991               |                                      | |
| Bohmte             | Tiling Kazerne                           |                              | RNAF                              | 1975               |                                      | Truppenunterkunft für FlaRak-Stellung (Nike) Bad Essen                                                                        |
| Borstel            | FlaRak-Stellung (Hawk)                   |                              | 500 Sqn/5 GGW (RNAF)              | 1995               |                                      | |
| Bramsche           | Marechausseekazerne                      |                              | KMar                              | 1995               |                                      | Militärpolizei-Brigade, 1964 gegründet                                                                                        |
| Goldbeck           | FlaRak-Stellung (Hawk)                   |                              | 327 Sqn/3 GGW (RNAF)              |                    |                                      | |
| Hesepe (Bramsche)  | Willem Versteegh Camp                    | Fliegerhorst Bramsche-Hesepe | 1 GGW (RNAF)                      | 1987               | Missile Maintenance and Supply Group | Logistische Unterstützung für alle (NL) GGW (Nike, Hawk)                                                                      |
| Hesepe (Bramsche)  | FlaRak-Stellung (Nike)                   |                              | 118 Sqn/1 GGW, 1975 12 GGW (RNAF) | 1987               |                                      | Nukleare Verwahrung durch US Custodial Team                                                                                   |
| Hesepe (Nordhorn)  | FlaRak-Stellung (Nike)                   |                              | 222 Sqn/2 GGW (RNAF)              | 1975               |                                      | Nukleare Verwahrung durch US Custodial Team. Truppenunterkunft auf dem Heeresflugplatz Rheine-Bentlage.                       |
| Hessisch Oldendorf | Hessisch Oldendorf Kaserne               |                              | 4 GGW (RNAF)                      | 1975               | USAFE                                | 1975 Verlegung aller Hawk des 4 GGW nach den Niederlanden (Leeuwarden, Twenthe, Soesterberg, Volkel, Gilze-Rijen, Eindhoven). |
| Hessisch Oldendorf | FlaRak-Stellung (Hawk)                   |                              | 422 Sqn/4 GGW (RNAF)              | 1975               | USAFE                                | Verlegung nach den Niederlanden                                                                                               |
| Hessisch Oldendorf | Marechausseekazerne                      |                              | KMar                              | 1975               |                                      | Militärpolizei-Brigade, 1965 gegründet                                                                                        |
| Hoysinghausen      | FlaRak-Stellung (Hawk, 1986 Patriot)     |                              | 502 Sqn/5 GGW (RNAF)              | 1995               |                                      | |
| Laatzen            | FlaRak-Stellung (Hawk)                   |                              | 324 Sqn/3 GGW (RNAF)              |                    |                                      | |
| Reinsdorf          | FlaRak-Stellung (Hawk, 1988 Patriot)     |                              | 503 Sqn/5 GGW (RNAF)              | 1995               |                                      | |
| Seedorf            | Kaserne Seedorf                          |                              | HQ 41. Mech Brigade               | 2006               | Bundeswehr                           | |
| Seedorf            | Kaserne Seedorf                          |                              | 41 Veldpionierbataljon            | 2007               |                                      | Bundeswehr |
| Seedorf            | Marechausseekazerne                      |                              | KMar                              | 2007               |                                      | Militärpolizei-Brigade, 1963 gegründet                                                                                        |
| Stolzenau          | FlaRak-Stellung (Hawk)                   | Fliegerhorst „Der Stüh“      | RNAF                              | 1995               |                                      | |
| Stolzenau          | Stolzenau Kaserne                        |                              | 5 GGW (RNAF)                      | 1995               |                                      | |
| Stolzenau          | Marechausseekazerne                      |                              | KMar                              | 1995               |                                      | Militärpolizei-Brigade, 1964 gegründet                                                                                        |
| Vörden             | Willem Versteegh Kamp, Hesepe (Bramsche) |                              | 12 GGW 1975 (RNAF)                | 1987               |                                      | |
| Vörden             | FlaRak-Stellung (Nike)                   |                              | 118 Sqn/1 GGW, 1975 12 GGW (RNAF) | 1987               |                                      | Nukleare Verwahrung durch US Custodial Team Bramsche-Hesepe                                                                   |
| Wietzendorf        | Langemannshof                            |                              | 43 Tankbataljon (PzBtl)           | 1990               |                                      | |
| Wietzendorf        | Langemannshof                            |                              | 41 Palubt (PzLuftabwehr)          | 1990               |                                      | |
| Winzlar            | FlaRak-Stellung (Hawk)                   |                              | 501 Sqn/5 GGW (RNA)F              | 1995               |                                      | |

## Nordrhein-Westfalen
| Standort             | Liegenschaft                                    | Vornutzer             | Truppenteile                       | Jahr der Auflösung | Nachnutzung | Bemerkungen                                                                                 |
| -------------------- | ----------------------------------------------- | --------------------- | ---------------------------------- | ------------------ | ----------- | ------------------------------------------------------------------------------------------- |
| Blomberg             | Nederland Kazerne                               | Klüter Kaserne        | HQ RNAF, 3 GGW                     | 1997               |             | HQ für Nike und Hawk                                                                        |
| Blomberg             | Marechausseekazerne                             |                       | KMar                               | 1995               |             | Militärpolizei-Brigade, 1964 gegründet                                                      |
| Borgholzhausen       | FlaRak-Stellung (Nike)                          |                       | 120 Sqn/1 GGW, 1975 12 GGW (RNAF)  | 1987               |             | Nukleare Verwahrung durch US Custodial Team                                                 |
| Burbach              | Siegerland Kaserne                              |                       | EADTF                              | 2004               |             |                                                                                             |
| Detmold              | Schießstand Hakedahl                            |                       | Brigade                            | 1994               |             | Standortübungsplatz                                                                         |
| Erle-Schermbeck      | FlaRak-Stellung (Nike)                          |                       | 221 Sqn/2 GGW (RNAF)               | 1975               | FBA/BSD     | Nukleare Verwahrung durch US Custodial Team, 1975 Übergabe der Stellung an Belgien.         |
| Greven               | Marechausseekazerne                             |                       | KMar                               | 1997               |             | HQ Koninklijke Marechaussee (District Duitsland)                                            |
| Hopsten              | FlaRak-Stellung (Nike)                          |                       | 223 Sqn/2 GGW, 1975 12 GGW (RNAF)  | 1987               |             | Nukleare Verwahrung durch US Custodial Team                                                 |
| Horn-Bad Meinberg    | FlaRak-Stellung (Hawk, 1990 Patriot) Velmerstot |                       | 326 Sqn/3 GGW (RNAF)               | 1997               |             |                                                                                             |
| Laarbruch            | RAF Laarbruch                                   |                       | 306 Tac Recce Sqn (RNAF) seit 1954 | 1957               |             | 1957 Verlegung nach Deelen (NL)                                                             |
| Mönchengladbach      | JHQ Rheindahlen                                 |                       | KMar                               | 2003               |             | Militärpolizei-Brigade bei HQ NORTHAG, 2ATAF, 1965 gegründet                                |
| Münster-Handorf      | 1 GGW (Nike)                                    | Luftwaffen-Kaserne    | 1 GGW (RNAF)                       | 1975               |             | Nukleare Verwahrung durch US Custodial Team                                                 |
| Münster-Handorf      | FlaRak-Stellung (Nike)                          |                       | 119 Sqn/1 GGW (RNAF)               | 1975               |             | Nukleare Verwahrung durch US Custodial Team                                                 |
| Paderborn-Sennelager | Südlager                                        |                       | ArtRgt der Brigade                 | 2006               |             |                                                                                             |
| Rheine               | Flugplatz Rheine-Bentlage                       | Fliegerhorst Bentlage | 223 Sqn/2 GGW (RNAF)               | 1987               |             | Truppenunterkunft für 222 Sqn (Nike).                                                       |
| Schöppingen          | Kamp Schöppingen                                |                       | 2 GGW (RNAF)                       | 1975               |             | Nukleare Verwahrung durch US Custodial Team, 1975 Verlegung nach Vörden und Borgholzhausen. |
| Schöppingen          | FlaRak-Stellung (Nike)                          |                       | 220 Sqn/2 GGW, 1975 12 GGW (RNAF)  | 1987               |             | Nukleare Verwahrung durch US Custodial Team                                                 |
| Schöppingen          | Marechausseekazerne                             |                       | KMar                               | 1995               |             | Militärpolizei-Brigade, 1964 gegründet                                                      |
| Schwalenberg         | FlaRak-Stellung (Hawk)                          |                       | 328 Sqn/3 GGW (RNAF)               | 1997               |             |                                                                                             |
| Schwelentrup         | FlaRak-Stellung (Hawk)                          |                       | 327 Sqn/3 GGW (RNAF)               | 1975               | USAFE       | 1975 Verlegung nach Goldbeck                                                                |
| Wegberg              | Kiefernweg 52                                   |                       | KMar                               | 2003               |             | Außenstelle Militärpolizei-Brigade bei HQ NORTHAG, 2ATAF, 1993 gegründet                    |

## Rheinland-Pfalz
| Standort                   | Liegenschaft                 | Vornutzer | Truppenteile | Jahr der Auflösung | Nachnutzung | Bemerkungen                                                                              |
| -------------------------- | ---------------------------- | --------- | ------------ | ------------------ | ----------- | ---------------------------------------------------------------------------------------- |
| Landstuhl                  | Marechausseekazerne          |           | KMar         | 2003               |             | Militärpolizei-Brigade bei HQ 4ATAF Ramstein, 1993 gegründet                             |
| Neustadt an der Weinstraße | Quartier Hornbach            |           | KMar         | 2007               |             | Militärpolizei-Brigade 2003 aus Ramstein nach Neustadt verlegt                           |
| Zweibrücken                | Kreuzbergkaserne Zweibrücken |           | RNAF         | 2000               |             | Truppenunterkunft für NL-Personal (AIRCON-Einsätze auf der US Air Base Ramstein ab 1993) |

## Abkürzungen
| Abkürzung | Text                                      |
| --------- | ----------------------------------------- |
| AFNORTH   | Allied Forces Northern Europe             |
| ArtRgt    | Artillerieregiment                        |
| ATAF      | Allied Tactical Air Force                 |
| BAOR      | British Army of the Rhine                 |
| BSD       | Belgische Strijdkrachten in Duitsland     |
| CENTAG    | Central Army Group                        |
| FBA       | Forces Belges en Allemagne                |
| FlaRak    | Flugabwehrraketen                         |
| GGW       | Groep Geleide Wapen                       |
| HQ        | Headquarters                              |
| KMar      | Koninklijke Marechaussee (Militärpolizei) |
| NATO      | North Atlantic Treaty Organisation        |
| NORTHAG   | Northern Army Group                       |
| RAF       | Royal Air Force                           |
| RAFG      | Royal Air Force Germany                   |
| Recce     | Reconnaissance (Aufklärung)               |
| RNAF      | Royal Netherlands Air Force               |
| Sqn       | Squadron                                  |
| USAFE     | United States Air Force in Europe         |
| USAREUR   | United States Army in Europe              |